# Шутъер
Шутъер (мар. Шӱтъер, также встречаются варианты Чёрное, Шуть-Ер, Шутьер) — озеро республики Марий Эл Российской Федерации, расположенное на территории национального парка «Марий Чодра».

## География
Озеро расположено в юго-западной части Моркинского района Марий Эл, в зоне заповедного режима национального парка «Марий Чодра», на высоте 108 м над уровнем моря, в 4 км на юг от села Керебеляк Звениговского района. В 2 км на север от Шутъера находится озеро Кужъер.

## Геология и гидрология
Как и большинство озёр Марий Эл, Шутъер имеет карстовое (провальное) происхождение. Входит в группу из шести карстовых озёр, расположенных у подножия восточного и юго-восточного склонов Керебелякской возвышенности: Ергеж-Ер, Пушлегъер, Кужъер, Шутъер, Каракаер, Тот-Ер.
Берега озера высокие, местами крутые. Озеро имеет длинную, узкую, серпообразную форму.
Наибольшая глубина озера — 17,5 м, ширина — 300 м, длина — 1550 м, площадь — 28,9 га.
Шутъер питают подземные воды. Вода в озере имеет тёмный цвет. Донные отложения незначительны.
Из северо-восточной части озера вытекает безымянный ручей, впадающий в речку Уба.

## Флора
На берегах произрастают смешанные хвойно-берёзовые леса.
Водная растительность: рдесты, горец земноводный, кубышка жёлтая, камыш озёрный, осоки.

## Фауна
Ихтиофауна озера включает 4 вида рыб: окунь, щука, плотва, карась.

## Экология и охрана природы
С 1976 года озеро отнесено к памятниками природы. Имеет статус особо охраняемой территории регионального значения. Охране подлежит водоём и растительность в охранной зоне.
Антропогенное влияние на Шутъер минимально, так как озеро расположено в труднодоступном и малоосвоенном месте.